# Abeuk Tingkeum
Abeuk Tingkeum is een bestuurslaag in het regentschap Bireuen van de provincie Atjeh, Indonesië. Abeuk Tingkeum telt 427 inwoners (volkstelling 2010).